# District de Wanju
Le district de Wanju est un district de la province du Jeolla du Nord, en Corée du Sud qui entoure presque toute la ville de Jeonju, la capitale provinciale et forme donc sa banlieue. Les symboles officiels sont les suivants : l'azalée royale pour la fleur, le zelkova pour l'arbre et la pie pour l'oiseau. Le centre administratif se trouve à Yongjin-eup et la commune la plus peuplée est Bongdong-eup.

## Géographie

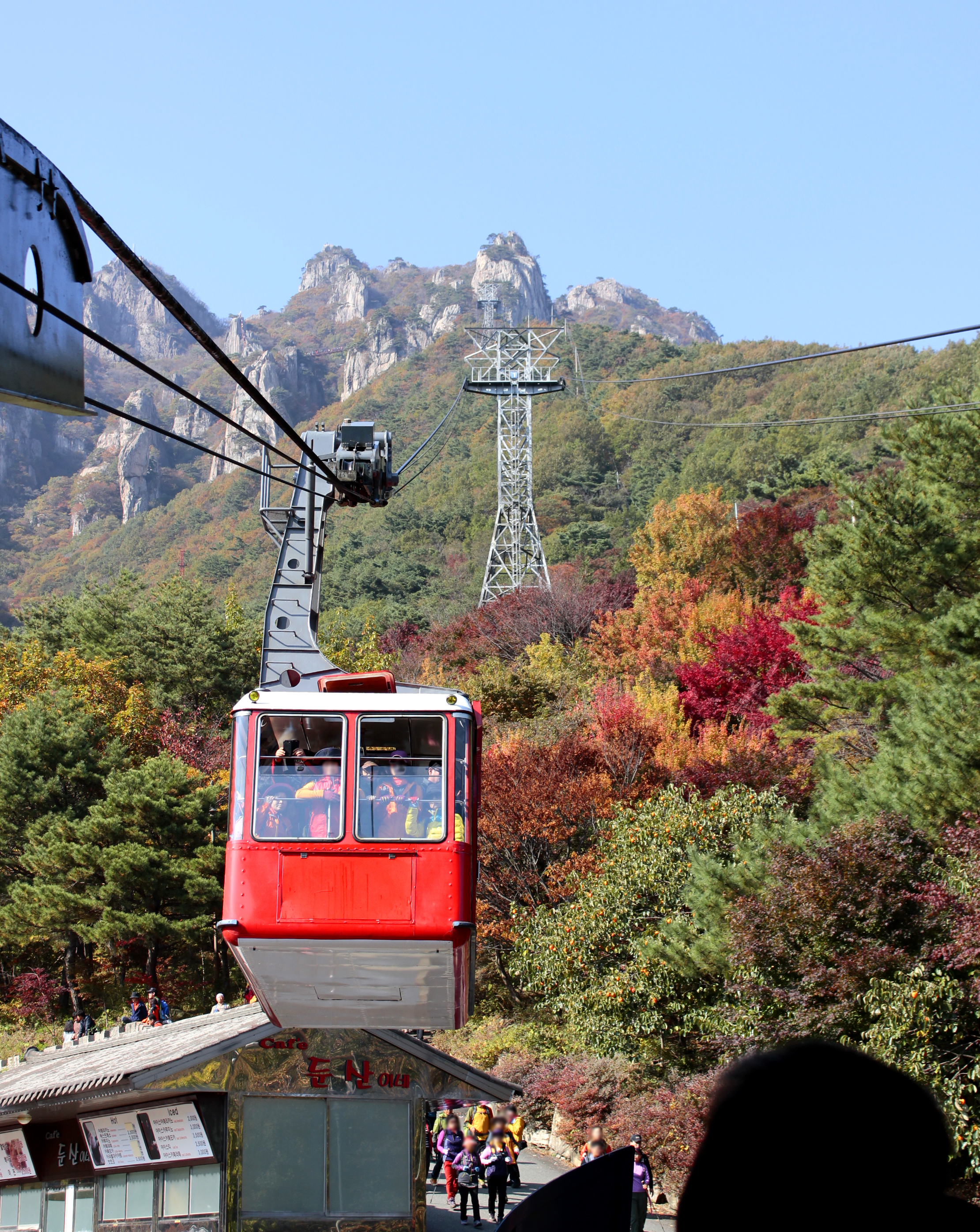
Le téléphérique de Daedunsan

Wanju est situé à 56 m d'altitude et s'étend jusqu'aux montagnes Daedunsan (878 m), Unjungsan (1126 m) et Moaksan (794 m). Il y a trois grands lacs de barrage: Gyeongcheon (le cinquième plus grand du pays avec 1 km de large et 4 km de long), Dongsang et Daea, ce dernier sert de réservoir d'eau potable pour les villes de Gunsan, Iksan et Jeonju. A l'état naturel, la végétation correspond à celle des forêts décidues de Corée centrale.
Le district est divisé en 10 communes (myeon) et 3 bourgs (eup). En raison de sa proximité avec Jeonju, la population est en augmentation : elle est passée de 84 009 habitants en 2001 à 95 303 habitants au 31 décembre 2015.
| Subdivisions                       | Habitants (12/2015) | Superficie (km2) | Densité (hab/km2) | Carte du district |
| ---------------------------------- | ------------------- | ---------------- | ----------------- | ----------------- |
| Bongdong-eup (봉동읍, 鳳東邑)      | 26 009              | 46,6             | 558               |                   |
| Samnye-eup (삼례읍, 參禮邑)        | 15 315              | 28,6             | 535               |                   |
| Yongjin-eup (용진읍, 龍進邑)       | 7 715               | 38,5             | 200               |                   |
| Iseo-myeon (이서면, 伊西面)        | 14 826              | 33,47            | 443               |                   |
| Soyang-myeon (소양면, 所陽面)      | 6 490               | 94,16            | 69                |                   |
| Gui-myeon (구이면, 九耳面)         | 5 917               | 88,69            | 67                |                   |
| Sanggwan-myeon (상관면, 上關面)    | 4 938               | 68,59            | 72                |                   |
| Gosan-myeon (고산면, 高山面)       | 4 809               | 69,39            | 69                |                   |
| Hwasan-myeon (화산면, 華山面)      | 2 966               | 70,9             | 42                |                   |
| Bibong-myeon (비봉면, 飛鳳面)      | 2 073               | 44,58            | 47                |                   |
| Unju-myeon (운주면, 雲洲面)        | 2 055               | 92,71            | 22                |                   |
| Dongsang-myeon (동상면, 東上面)    | 1 168               | 106,52           | 11                |                   |
| Gyeongcheon-myeon (경천면, 庚川面) | 1 022               | 38,81            | 26                |                   |
| Wanju-gun (완주군, 完州郡)         | 95 303              | 820,98           | 116               |                   |

## Culture et patrimoine

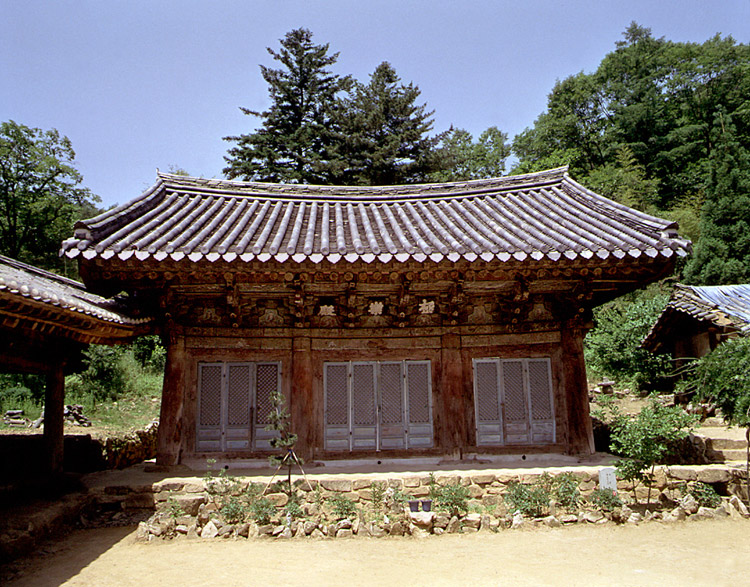
Pavillon Geungnakjeon

- Hwaamsa, un temple bouddhiste situé à Gyeongcheon-myeon, abrite un pavillon construit en 1605 dont la structure est unique en Corée : Geungnakjeon. Ce dernier a été classé trésor national n° 316 en 2011.
- Songgwangsa est un temple bouddhiste situé à Soyang-myeon reconstruit par le moine Bojo Cheijing en 867 puis par des disciples de Jinul au XVIIe siècle. Il est remarquable pour ses fresques, ses statues et ses nombreux cerisiers[2].
- Wibongsa, temple bouddhiste fondé en 604, se trouve dans les ruines de la forteresse de Wibong, à l'ouest d'une cascade.

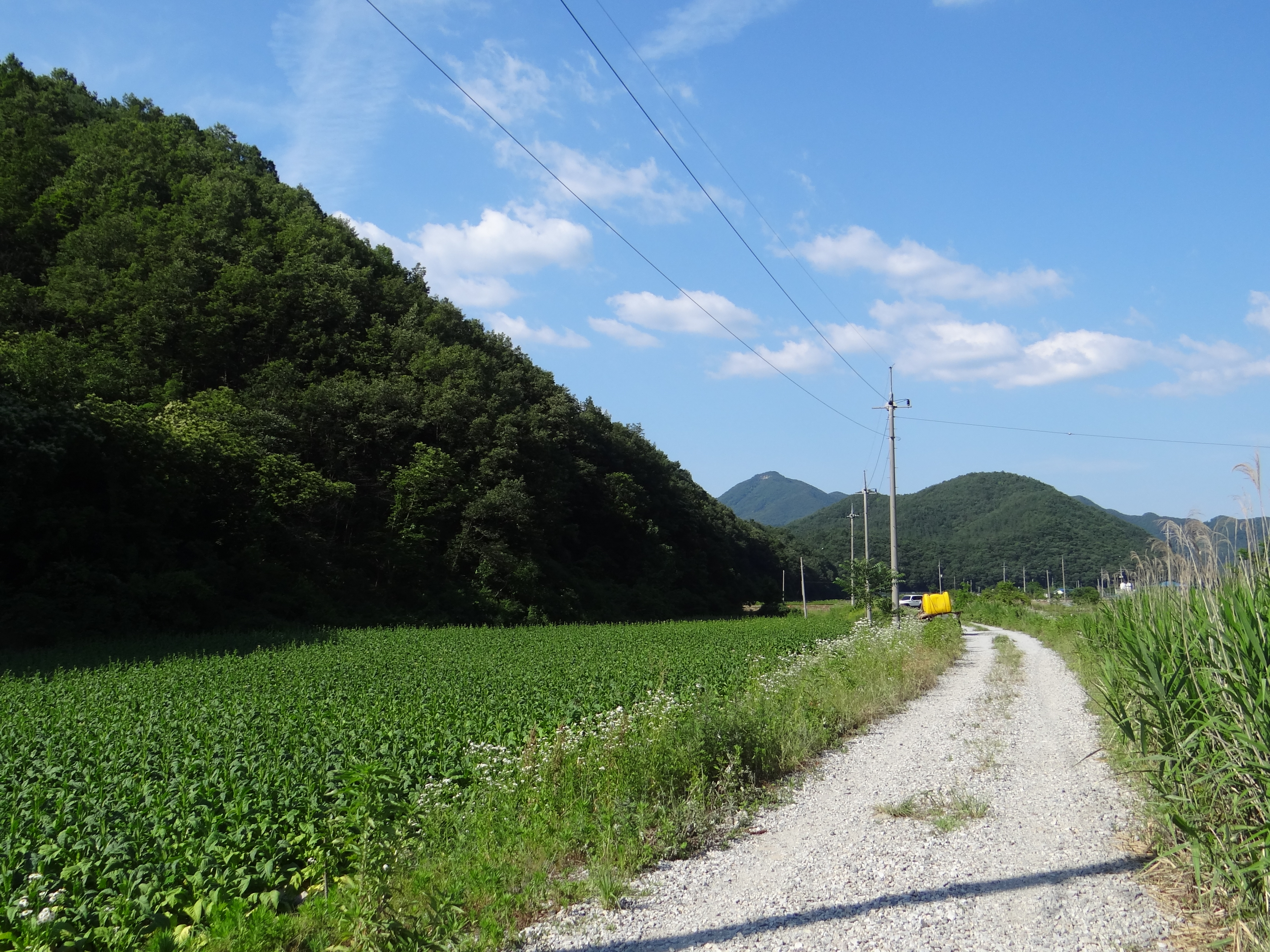
Gui-myeon, juin 2016.
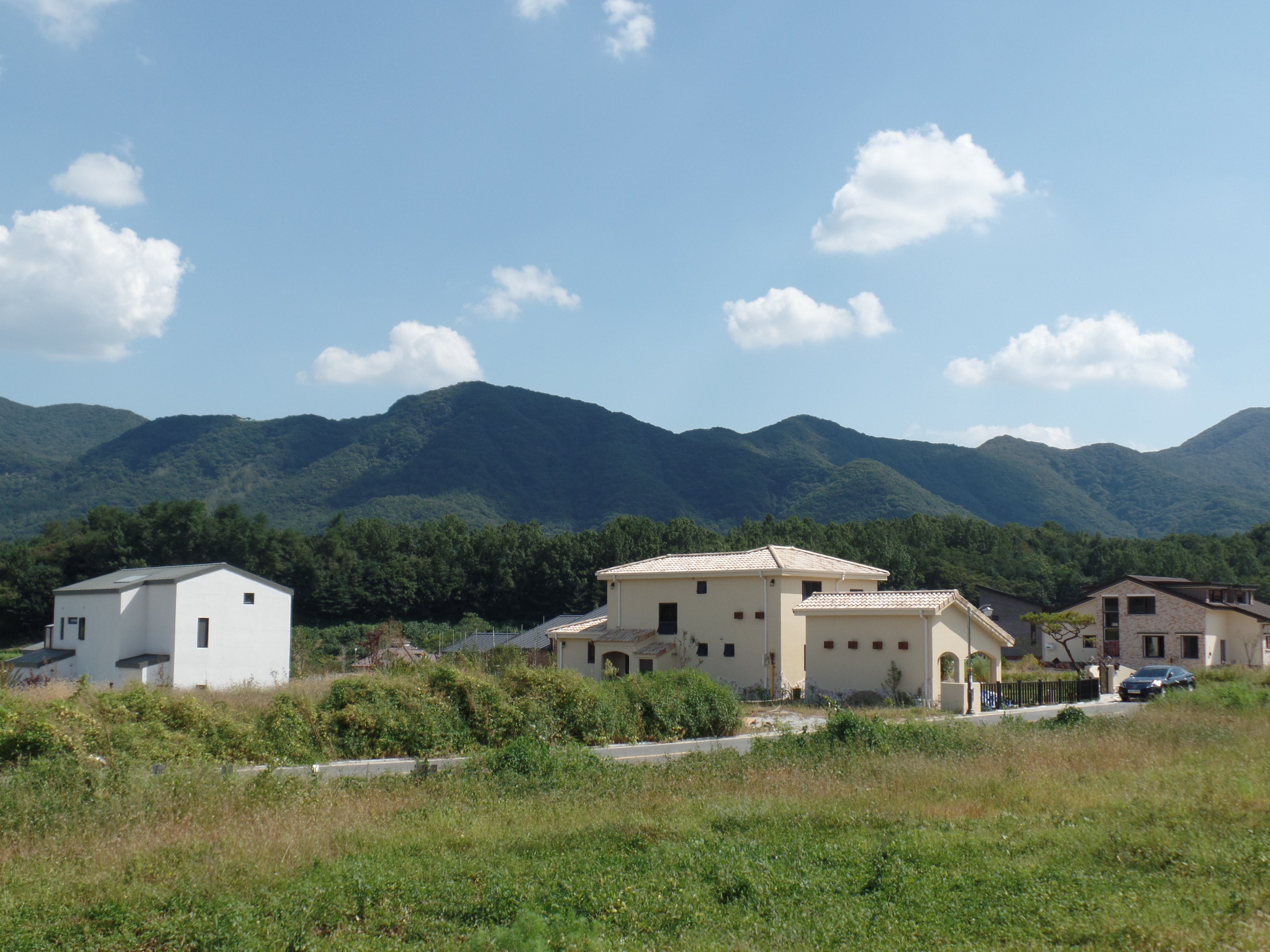
Gui-myeon, septembre 2014.
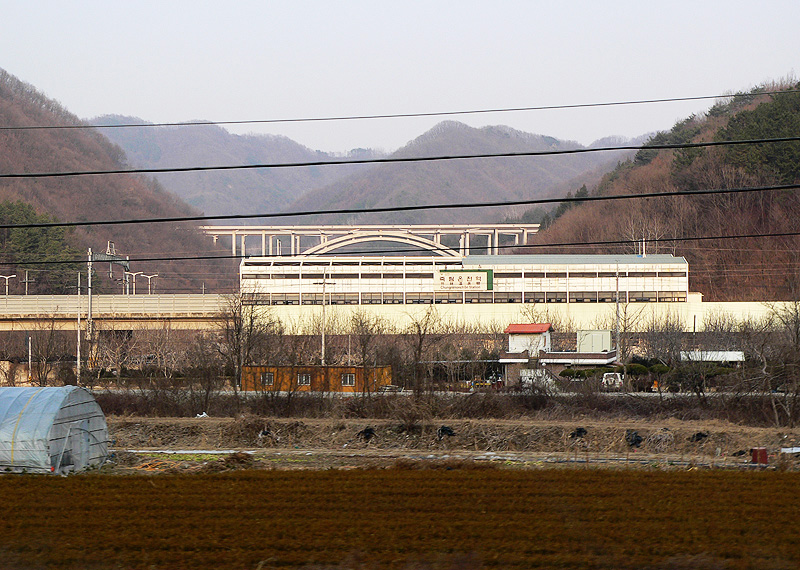
Gare de Jungnimoncheon
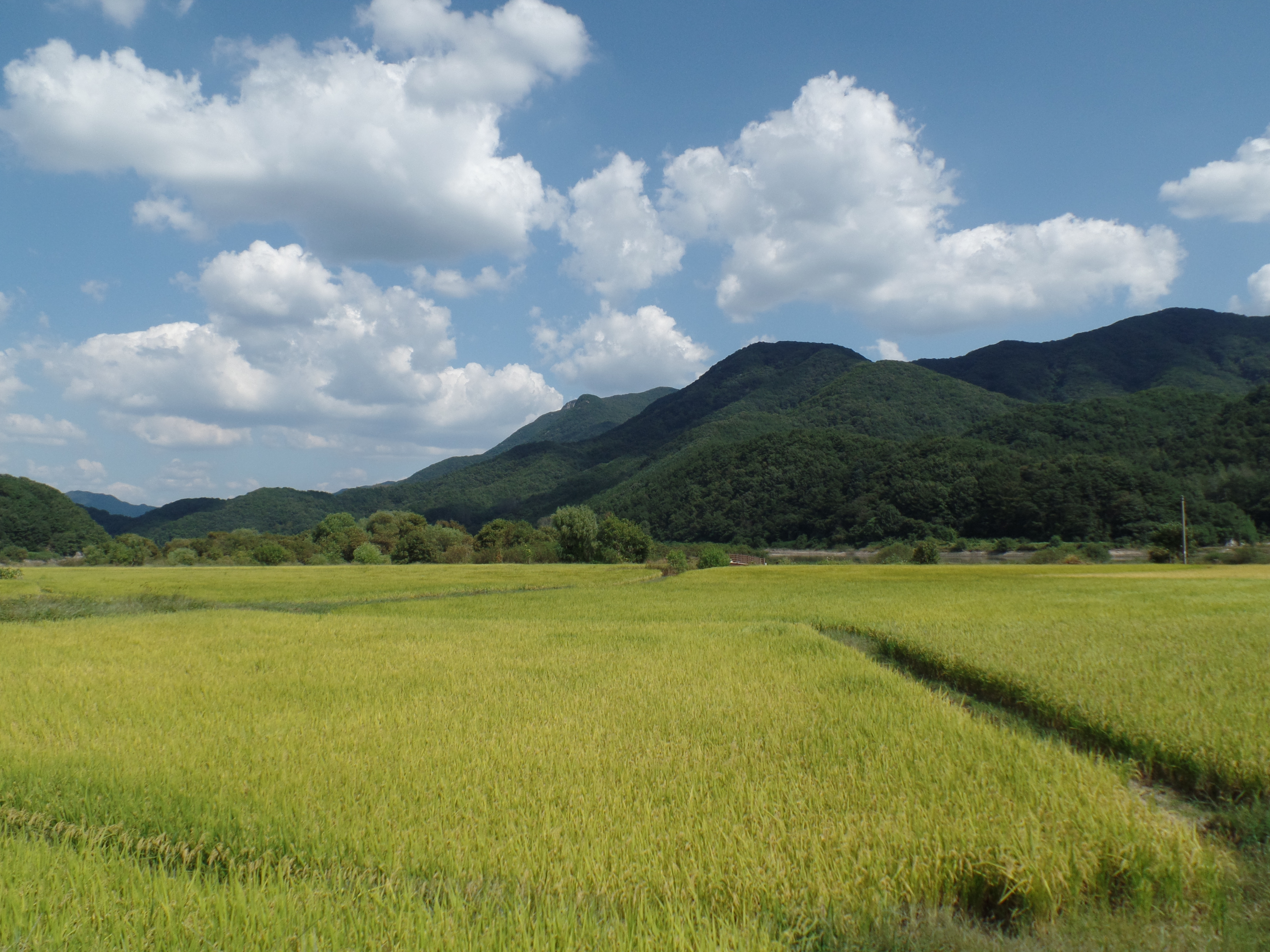
Rizière à Gui-myeon, septembre 2014.
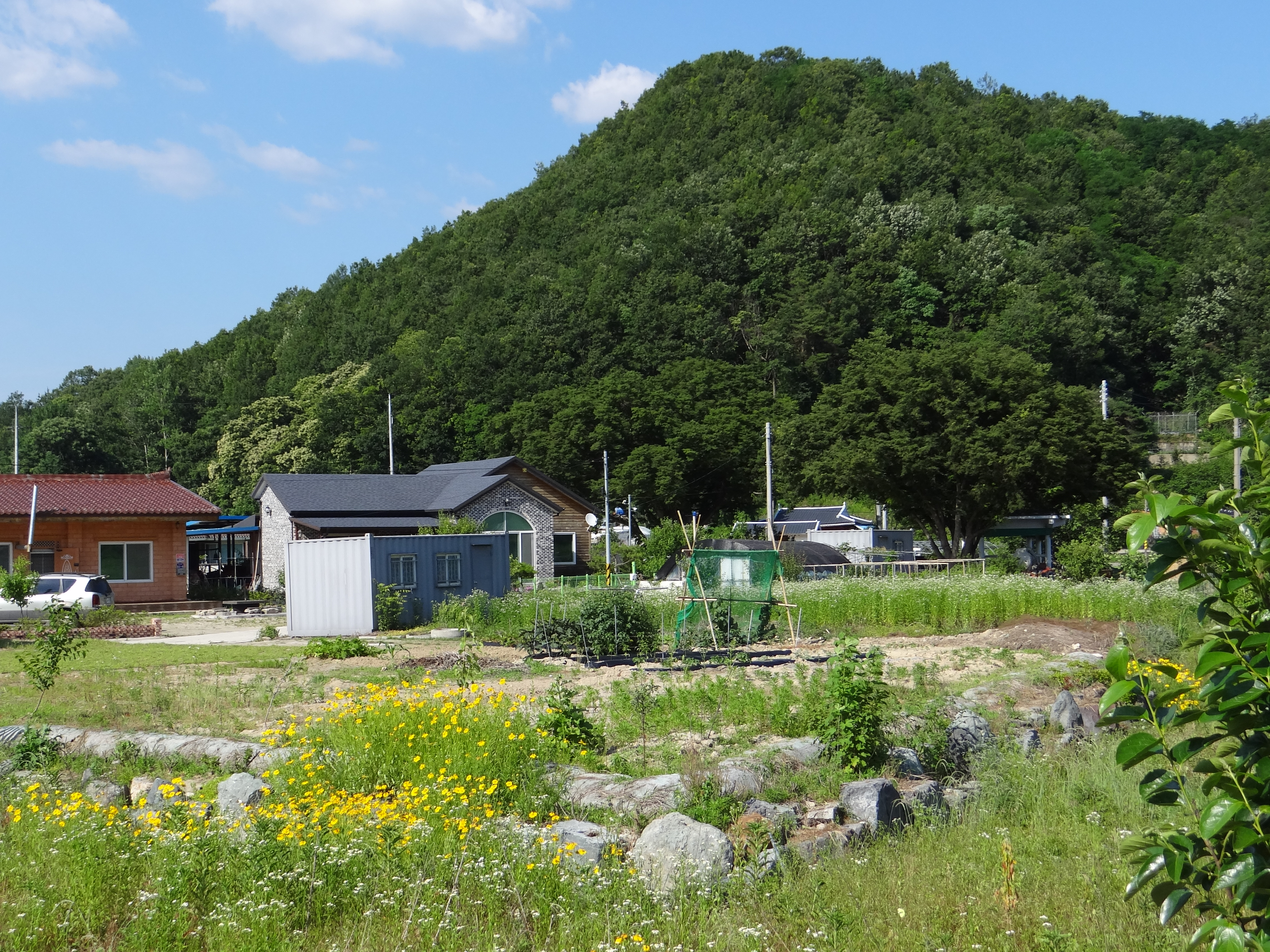
Gui-myeon, juin 2016